# Pseudonapomyza istrensis
Pseudonapomyza istrensis este o specie de muște din genul Pseudonapomyza, familia Agromyzidae, descrisă de Zlobin în anul 2002.
Este endemică în Ucraina. Conform Catalogue of Life specia Pseudonapomyza istrensis nu are subspecii cunoscute.